# André Ursault
André Ursault, né le 2 décembre 1894 à Poitiers et mort dans cette même ville le 2 février 1971, est un architecte français.

## Biographie
André Ursault apprend le dessin auprès de son père, employé de la Mutuelle de Poitiers, pratiquant le dessin en amateur. 
Il suit les cours de Guillaume Gilbert à l'école municipale des beaux-arts, puis il dessine pour Alcide Boutaud, un architecte éclectique du tournant du siècle auteur de nombreux châteaux et villas dans la région. 
Il entre en 1919 à l'École nationale des Beaux-Arts, où il suit les cours de Louis Cirée et de Pierre André. Il obtient son diplôme le 4 juin 1924 et obtient 1er Prix au concours des immeubles du Ministère des Waqfs au Caire, en collaboration avec les architectes Ibrahim Fawzi et Henri Alaguillaume. 
De retour à Poitiers, après la guerre et ses études, il reprend la suite du cabinet d'Alcide Boutaud et s’installe dans la maison éclectique que ce dernier s'était fait construire en 1895, au 48-50 rue de la Marne. Le cabinet Ursault reste dans cet endroit jusqu'aux années 1970. 
À Poitiers, il travaille beaucoup pour la Mutuelle de Poitiers et l'Université, il réalise aussi un bon nombre d'édifices publics ou privés. Son fils Pierre et sa fille, Madeleine Ursault, également architectes, s'associent à lui en 1955.
Il était membre du groupe ligne et couleur, membre de l'Académie d'architecture, architecte honoraire des PTT et architecte conseil de l'Éducation nationale.
En 1937 il fait partie des architectes qui participent à l'élaboration du Pavillon du Poitou pour l'Exposition internationale des arts et des techniques appliqués à la vie moderne. 

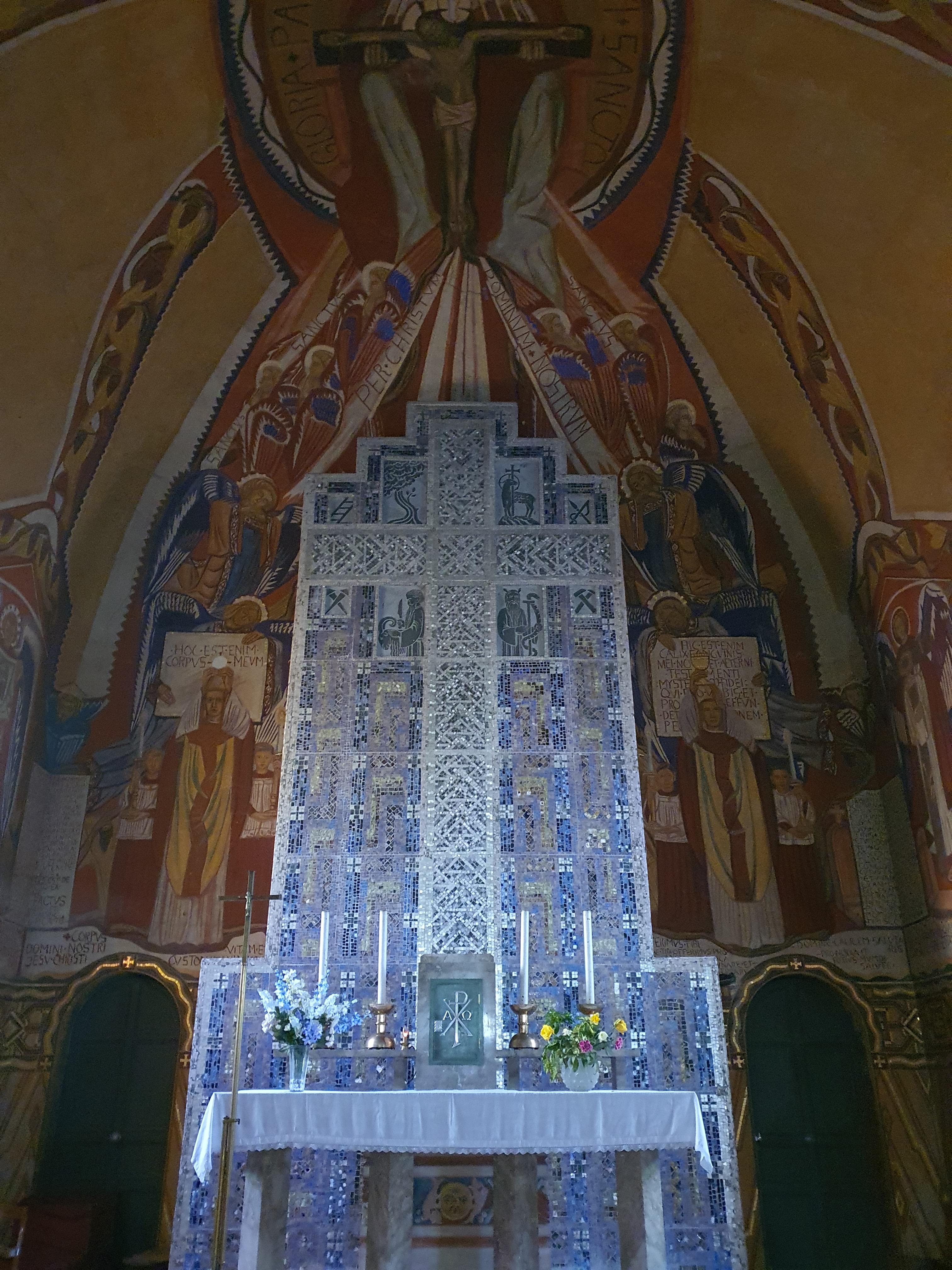
Retable dessiné par André Ursault, et réalisé par les ateliers de Jean Gaudin (comportant des dalles de verre gravé par Gaëtan Jannin) dans l'église Sainte-Croix de Migné-Auxances. Sur la voûte se trouvent les peintures murales de Marie Baranger.

Créateur aux talents multiples, il est également peintre, exposant régulièrement dans les salons de l'Orientine (le cercle des artistes et écrivains poitevins de l'entre-guerres). Il dessine également des projets de décors religieux, notamment ceux de l'église Sainte-Croix de Migné-Auxances en collaboration avec le verrier Jean Gaudin et de la fresquiste Marie Baranger. Il travaille aussi avec Gaudin pour des décors religieux à La Puye, à Couhé, à Monts-sur-Guesnes. Dans ces décors de mosaïque, de vitrail et de sgraffite, André Ursault intègre les formes stylisées de l'Art Déco et ainsi fait entrer la modernité dans l'art religieux à l'échelle régionale, se heurtant parfois au goût des paroissiens. Le grand vitrail de l'église de Brétignolles est certainement le premier vitrail en pavés de verre de la région.
Il réalise des dessins d'autels pour les communes de Noirterre ou pour l'école de la Providence à Poitiers. 
Pour les particuliers il dessine meubles et décors, et travaille régulièrement avec le ferronnier Gilbert Poillerat notamment à l'hôtel Gilbert et dans la maison de la famille Parotin. 
Figure régionale du mouvement Art Déco, son style combine souvent un vocabulaire classique avec une sobriété moderne, sans être tellement influencé par la tendance cubiste. En même temps il réalise des constructions d'une grande modernité, tels que le parking et garage Chapoton, à Poitiers, dès les années 1930. 

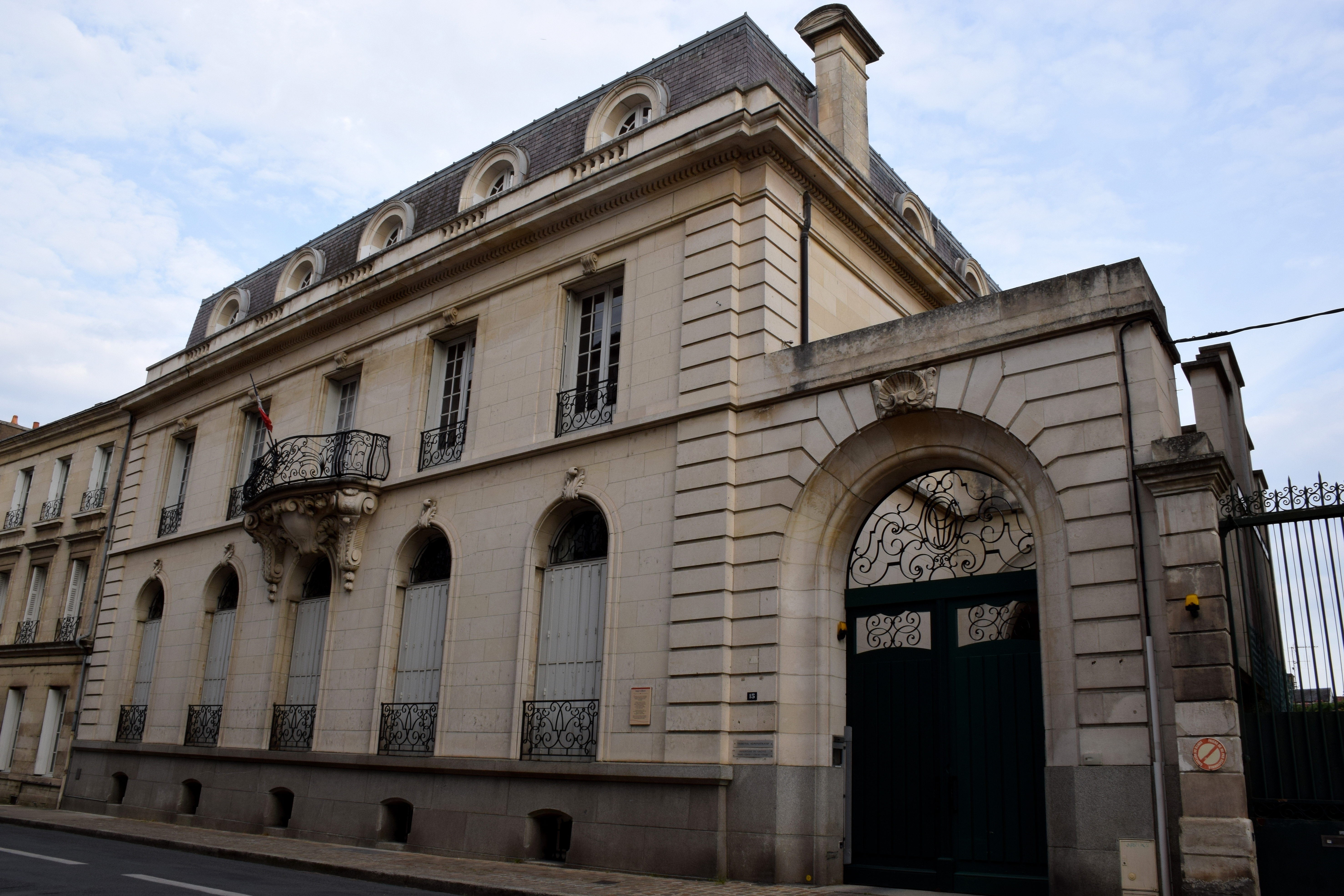
L'Hôtel Gilbert, rue de Blossac, à Poitiers.

Durant toute sa carrière, Ursault intervient aussi dans des édifices historiques, hôtels particuliers et châteaux, où il mélange son propre style classicisant et moderne avec des restitutions et des décors de style. C'est le cas à l'hôtel Barbarin-de-Joussé ou à l'hôtel de Nieul à Poitiers, au château de Diors, au château de Piloué, et plus tard dans les aménagements de l'hôtel Berthelot. 
Après la guerre il est chargé, parmi d'autres architectes et sous la direction de Paul Maître, de la Reconstruction à Poitiers. 
À Royan, son hôtel des Postes, aujourd'hui transformé par un ajout de 1981, présentait des volumes simples et une façade largement vitrée arrondie. Celle-ci était précédée d'une élégante galerie couverte qui dynamisait le bâtiment en suivant le mouvement des voitures autour du carrefour. Le bâtiment, dans la veine de l'architecture royannaise, s'inspirait du Style international. 

Poste centrale de Royan, très modifiée par rapport au projet initial par une extension de 1981.

Durant la décennie 1950, ses deux enfants Pierre et Madeleine s'associent à lui ; les plans sont alors souvent signés "A.P.M. Ursault". Le cabinet Ursault travaille aussi avec les panneaux de Jean Prouvé, dans le Restaurant-bar de l'Univers, rue de Magenta (1953-1954), ou encore un projet inabouti de maison familiale dans le Poitou en collaboration avec l'architecte Philippe Canac (1953). 
À cette époque Le cabinet est chargé de l'agrandissement de la faculté de Sciences Humaines à l'Hôtel Fumé de Poitiers, par l'aménagement des salles de cours, amphithéâtres et bureaux à flanc de colline. Ursault a aussi aménagé l'Hôtel Aubaret (place Charles-de-Gaulle, actuelle faculté de droit) pour l'installation de l'institut de géologie et d'anthropologie préhistorique, puis institut de zoologie. Il crée pour l'Université de Poitiers la station de biologie de Beau-Site rue de la Jambe-à-l'âne et on lui doit aussi les bâtiments et les deux sites de l'ENSMA (actuellement occupés par le Recorat pour l'un et par l'entreprise Cesame Exadébit pour l'autre). Enfin il agrandit et transforme l'hôtel Berthelot pour l'installation du C.E.S.C.M..
Entre 1950 et 1965, les Ursault sont en charge de l'aménagement et des infrastrcutures sportives du C.R.E.P.S de Boivre à Vouneuil-sous-Biard. 
C'est Madeleine qui prend la suite du cabinet, poursuivant les créations jusqu'en 1991. Pierre Ursault ouvre, quant à lui, un cabinet à Paris. André Ursault poursuit néanmoins les créations signées de son nom seul jusqu'à la fin des années 1960 (maison Dumont, à Poitiers, 1967).

## Principales réalisations

### À Poitiers
- Trésorerie Générale, rue de la Marne, 1928
- Maxim's Bar, rue Saint-Nicolas, avec Yvan Gallé, 1929
- Garage Barrat, 5 avenue de la Libération, 1930-1932
- Café du Jet d'Eau, place du Maréchal-Leclerc[13], 1932
- Évêché de Poitiers, rue Jean-Jaurès, 1932
- Hôtel Gilbert, 1933-1935
- Garage Chapoton, rue Carnot (premier bâtiment entièrement en béton armé de Poitiers), 1935[14]
- Usines de Pont-Achard
- Aménagements de l'Hôtel Aubaret, place Charles-de-Gaulle, pour l'Université de Poitiers, 1935-1954
- Magasin Parotin, rue du Marché, 1937
- Hôtel des Trois Piliers, rue Carnot, 1940
- Extension de la poste centrale, rues Arthur-Ranc et Jacques-de-Grailly, 1946
- Maison Parotin, avec Gilbert Poillerat, 1947
- E.N.S.M.A, ancienne caserne Dalesmes, 1947-1950
- Cité Universitaire, rue Roche d'Argent, avec le peintre Yvan Gallé, 1949
- Hôpital psychiatrique de la Milétrie, 1951
- Immeuble du Bon Pasteur, rue des Feuillants, de 1934 à 1952
- Centre d'amplification des télécommunications, boulevard du Grand-Cerf, 1947[15]
- Faculté de sciences humaines, amphithéâtres et extensions de l'hôtel Fumé[16], rue Descartes et rue des Carmélites, 1950-1960
- Stade de la Madeleine, 1957
- Aménagements de l'hôtel Berthelot, rue de la Chaîne, 1959

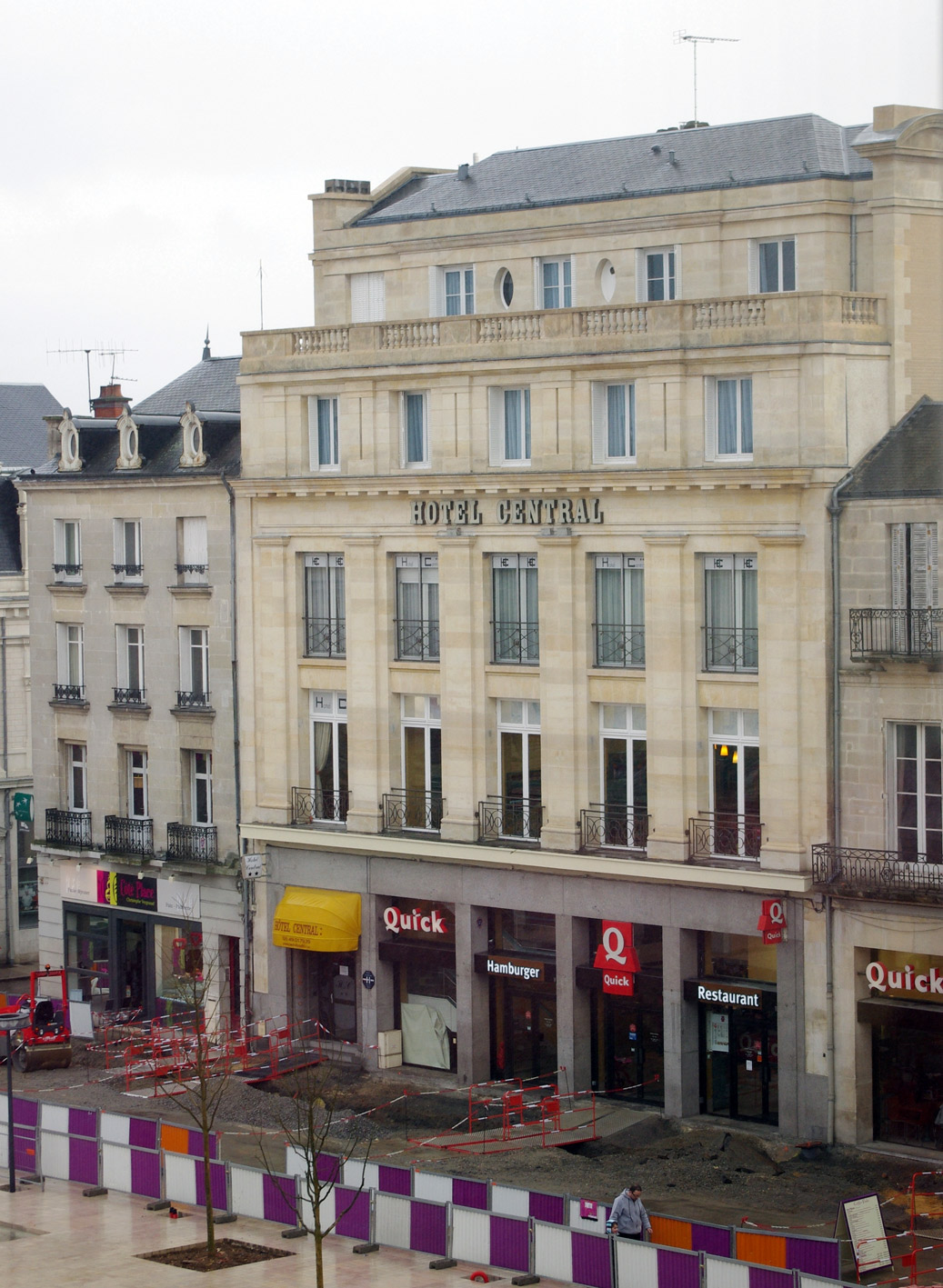
L'ancien café du Jet d'Eau et son hôtel, place du Maréchal-Leclerc, à Poitiers (vers 1930).

- Maison du professeur Gabillard, aux Grandes Dunes, 1960
- Gymnase Universitaire, rue des Carmélites, 1963
- Maison Boury, 1965

### Dans d'autres villes
- Église paroissiale Saint-Pierre, à Saint-Pierre-à-Champ, Deux-Sèvres, 1928-1933
- Autel et sculptures de l'église Notre-Dame à Noirterre, avec le sculpteur Jean Goupy, 1930
- Chapelles du bienheureux André Hubert Fournet et de la bienheureuse Jeanne-Elisabeth Bichier des Ages, avec Jean Gaudin, Monastère de la Puye, La Puye, Vienne, 1927-1928 et 1935-1937 [3].
- Autel, vitrail et bénitier dans l'église Saint-Hilaire de Monts-sur-Guesnes, avec Jean Gaudin, 1928[3]
- Retable et aménagements de l'église de Migné, Vienne, consacrés en 1932, réalisation avec Jean Gaudin[3],[17]
- Autel, vitraux et décor de l'église Saint-Martin de Couhé avec Jean Gaudin, 1927-1932.
- Verrière de l'église Saint-Pierre à Brétignolles, avec Jean Gaudin, 1938.
- Décors peints et ferronnerie de la tribune dans l'église Sainte-Radegonde de Vasles, vers 1930
- Boiseries de chœur de l'église Sainte-Radegonde de Vouillé, avec le sculpteur sur bois Georges Brix, 1941.
- Laiterie coopérative d'Archigny, Vienne, 1934-1937[18]
- Laiterie coopérative de Gençay, 1932-1933
- Pavillon de la Ve région à l'Exposition internationale des arts et techniques dans la vie moderne, Paris, 1937
- Château de Beauvoir, à Mignaloux-Beauvoir, Vienne, avec les frères Martineau, mosaïques et sgraffites de Jean Gaudin, peintures de Rudolf Gowenius, 1932-1943[3].
- Chapelle de la Charletterie, à Buxerolles, 1941-1942
- Poste centrale de Royan, Charente-Maritime, 1951-1952[9]